# Бренда Вакаро
Бренда Вакаро (на английски: Brenda Vaccaro) е американска актриса. 

## Биография
Бренда Вакаро е родена на 18 ноември 1939 г. в Бруклин, Ню Йорк, в семейството на италианско-американски родители Кристин М. и Марио А. Вакаро, ресторантьор.  Тя е отгледана в Далас, Тексас, където родителите й през 1943 г. основават ресторант „Mario's“  и където тя завършва гимназия „Томас Джеферсън“.
Тя се завръща в Ню Йорк, за да учи актьорско майсторство под ръководството на Санфорд Мейснер в „Neighbourhood Playhouse“ и прави своя дебют на Бродуей в краткотрайната комедия от 1961 г. „Всички обичат Опал“, за която печели Световна театрална награда (Theatre World Award). 

### Кариера
Бренда Вакаро е трикратно номинирана за награда Тони.  Тя е представена на корицата на списание „Life“ от 29 май 1970 г. 
Вакаро се появява с Дъстин Хофман и Джон Войт във филма „Среднощен каубой“ (1969), за който е номинирана за награда Златен глобус за най-добра актриса в поддържаща роля. За участието си във филмовата адаптация от 1975 г. на Жаклин Сюзан „Веднъж не е достатъчно“ тя спечели номинация за Оскар за най-добра поддържаща женска роля и спечели Златен глобус за най-добра актриса в поддържаща роля. 
В телевизията играе главната роля в сериала „Сара“ (1976), има редовна роля в краткотрайния сериал „Хартиени кукли“ (1984), има гостуване в редица други сериали.
Тя е номинирана за награда Еми три пъти и печели за най-добра поддържаща женска роля в комедия-вариете, вариете или музика за „Формата на нещата през“ (1974). 

## Избрана филмография
| година | филм                       | оригинално заглавие           | роля         | режисьор          |
| ------ | -------------------------- | ----------------------------- | ------------ | ----------------- |
| 1969   | Среднощен каубой           | Midnight Cowboy               | Шърли        | Джон Шлезинджър   |
| 1994   | Любовна афера              | Love Affair                   | Нора Стилман | Глен Гордън Карън |
| 1996   | Огледалото е с две лица    | The Mirror Has Two Faces      | Дорис        | Барбара Стрейзънд |
| 2019   | Имало едно време в Холивуд | Once Upon a Time in Hollywood | Г-жа Шуорц   | Куентин Тарантино |